# 迪尔旺根
迪尔旺根是德国巴伐利亚州的一个市镇。总面积23.03平方公里，总人口2547人，其中男性1285人，女性1262人（2011年12月31日），人口密度111人/平方公里。